# Vriesea nanuzae
Vriesea nanuzae är en gräsväxtart som beskrevs av Elton Martinez Carvalho Leme. Vriesea nanuzae ingår i släktet Vriesea och familjen Bromeliaceae. Inga underarter finns listade i Catalogue of Life.

## Bildgalleri

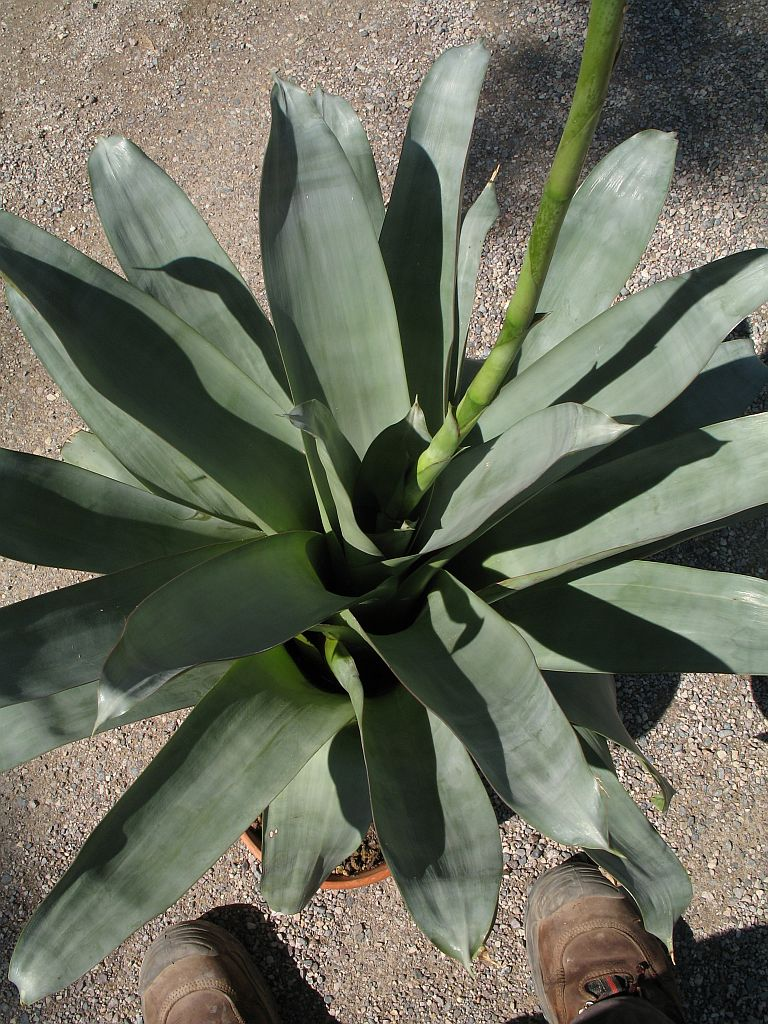
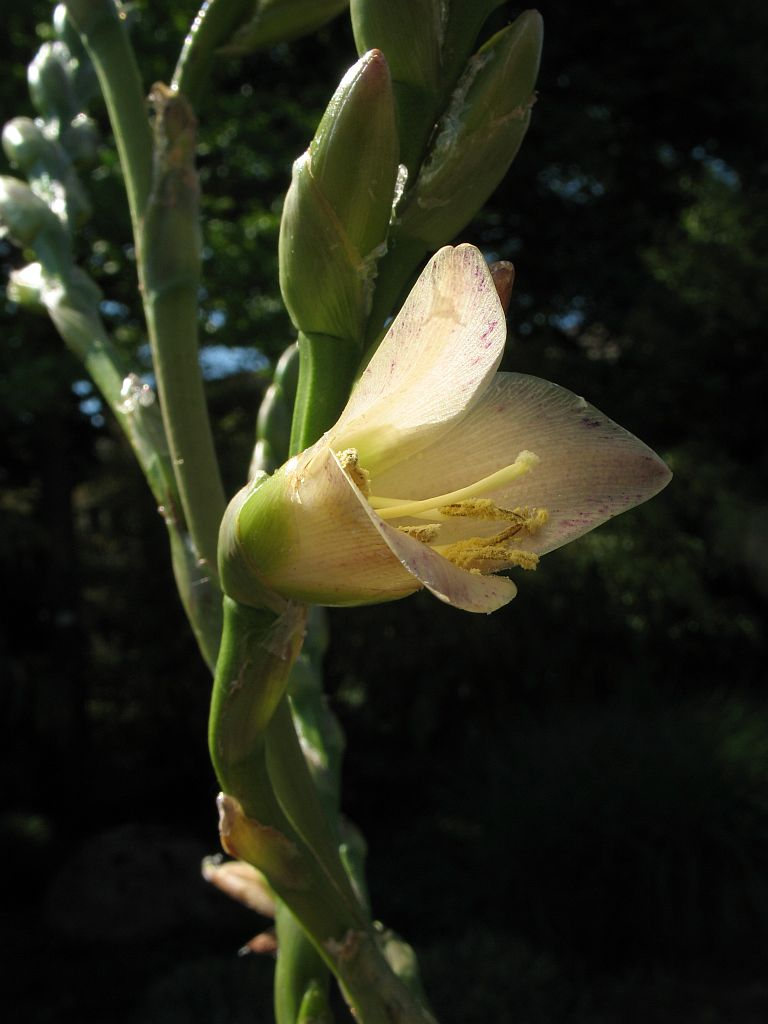
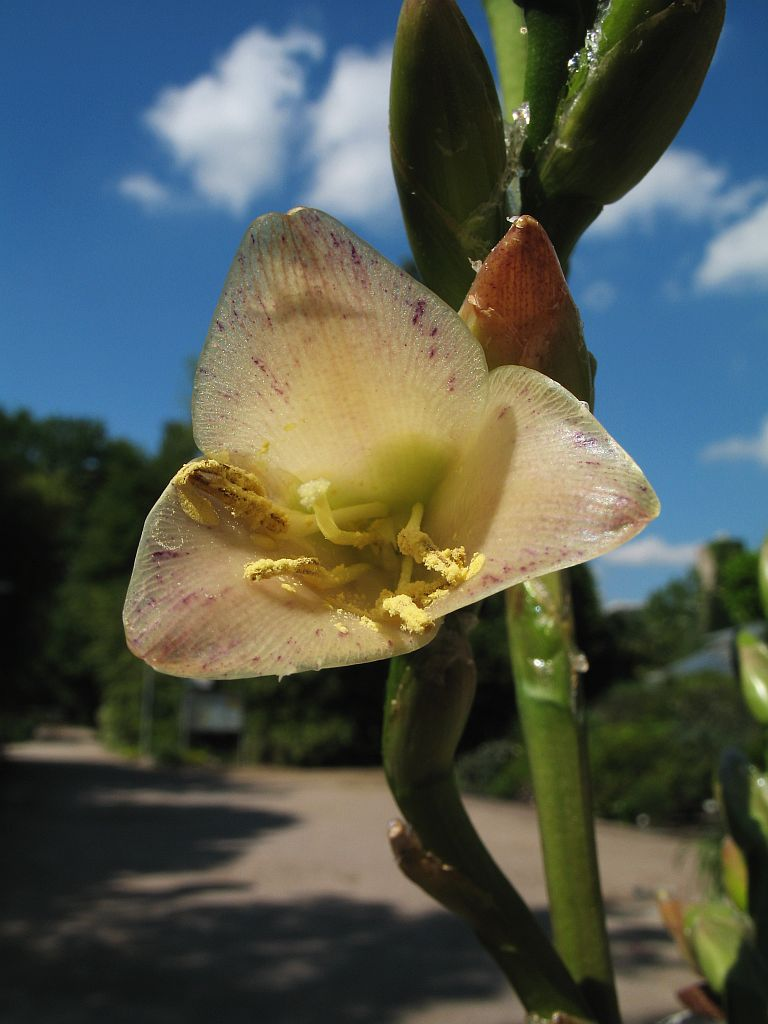